# 동물권

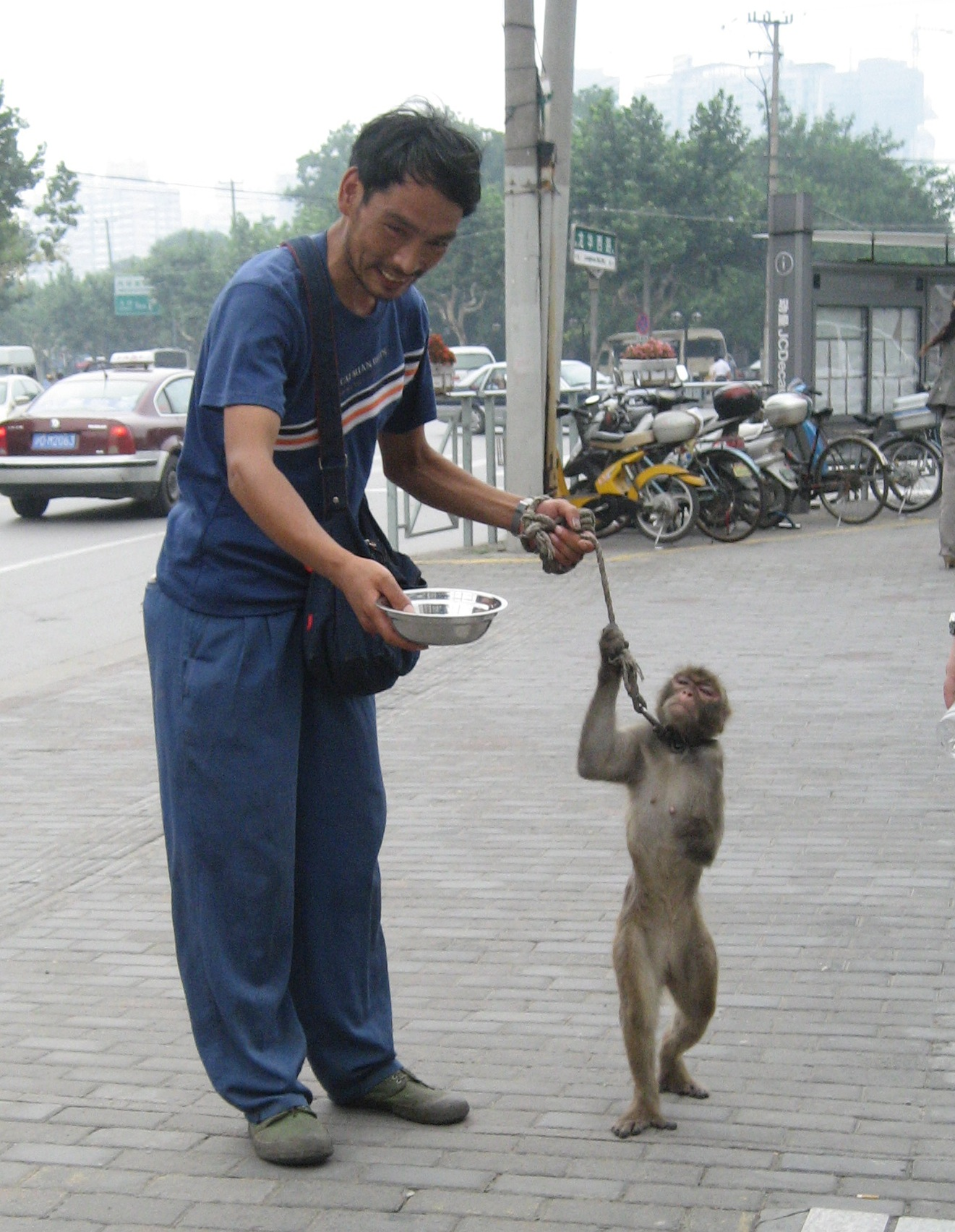
상해에서 양팔을 찾고 있는 포용동물 원숭이를 가진 남자

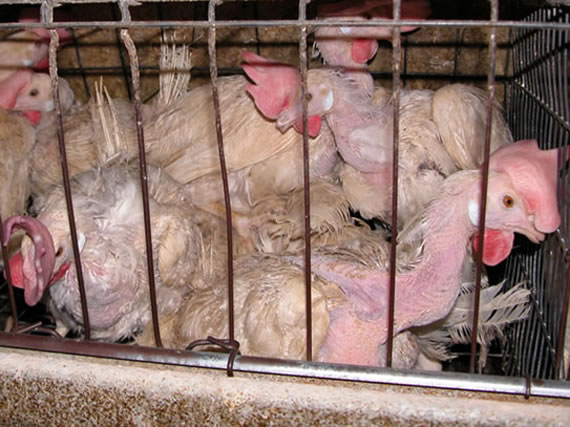
공장 농장의 배터리 케이지 안에 갇혀있는 닭들

동물권(動物權, 영어: animal rights)은 비인간동물 , 인간과 같이 인권에 비견되는 생명권을 지니며 고통을 피하고 학대 당하지 않을 권리 등을 가지고 있다는 개념이다. 동물권은 크게 계층주의 동물권과 단일주의 동물권으로 나뉘며, 단일주의 동물권은 동물이 하나의 돈의 가치, 음식으로, 옷의 재료로, 실험 도구로, 오락을 위한 수단으로서 쓰여서는 안 되며, 동시에 인간처럼 지구상에 존재하는 하나의 개체로서 받아들여져야 한다는 것이 광범위하면서 공통적인 견해이다. 반면 계층주의 동물권에서는 도축의 문제는 허용된다. 동물권 옹호론은 동물 자체의 권익을 주장한다는 점에서 동물 보호, 자연 보호와는 다른 개념으로 보기도 한다.  단일주의 동물권 옹호론자들은 채식주의를 선택할 수밖에 없다.

## 개념
동물권(animal right)은 크게 일정한 수준의 기준만 통과하면 동일한 도덕직 지위를 부여하는 단일주의적 동물권과, 일정한 기준을 통과해도 동물마다 다른 수준의 도덕적 지위를 부여해야 한다는 계층주의적 동물권으로 나눌 수 있다. 일반적으로 피터 싱어, 톰 리건 등 대부분의 동물권 철학자들은 단일주의 동물권을 주장하고 계층주의적 동물권을 주장하는 대표적인 학자는 셸리 케이건이다. 피터 싱어는 동물권의 아버지라는 별칭도 있지만, 그는 공리주의 학자이기 때문에 동물권이라는 개념은 사용하지 않았다. 하지만 그가 주장한 동물해방은 동물권 주장과 맥을 같이 하고 있기 때문에 동물권 학자로 분류된다. 통상적으로 동물권을 주장한다고 말하면 대부분 단일주의 동물권을 의미한다.
동물을 잔인하게 다뤄서는 안 된다는 동물의 도덕적 지위에 대한 논의는 과거에도 윤리의 관점에서 다루어졌던 개념이다. 거의 대부분의 문화에선 동물이라 할지라도 잔혹하게 다루는 것을 비윤리적인 행위로 간주한다. 그러나 이러한 관점은 인간의 관용을 강조하는 것이지 동물의 권리를 인정하는 것은 아니다. 데카르트는 동물이 진정한 쾌락이나 고통조차 느끼지 못하는 생물학적 로봇이라고 보았고, 칸트는 동물도 고통을 느낄 수 있지만 도덕적 사유능력이 없으므로 인격에게만 부여되는 권리가 없다고 보았다.
단일주의 동물권 개념의 발전에 큰 기여를 한 미국의 철학자 톰 리건(Tom Regan)은 인간과 동물이 근원적으로 평등하다고 보았다. 그는 인간과 동물이 모두 자신이 삶의 주체임을 경험하는 존재들이 가지는 특별한 권리인 '내재적 가치'를 가졌기 때문에 인간은 동물의 가치를 존중하는 윤리적 의무가 있다고 주장하였다.
동물권 옹호 단체는 동물들 역시 인간과 함께 살아가는 사회 구성원의 일부로서 보호받을 권리가 있다고 주장한다. 또한 동물권의 옹호는 결과적으로 인권의 향상에도 도움을 준다고 본다.
캐나다의 정치 철학자 윌 킴리카(Will Kymlicka)는 그 동안의 동물권 논의가 도덕적 책무에 머물러 큰 진전을 이루고 있지 못하다고 보고, 보다 적극적인 책무와 관계적 의무를 부여하기 위해서 동물에게도 시민권을 부여하자는 주장을 펼친다. 한국의 철학자 목광수는 킴리카의 주장과 같은 성급한 정치화는 오히려 동물권의 확산에 걸림돌이 될 수 있다고 우려한다.

## 역사
근대 이전의 철학 사상은 동물과 인간의 차이에 강조점을 두었다. 아리스토텔레스는 이성을 동물과 다른 인간의 고유 본성으로 보았고, 이를 근거로 인간의 우위를 주장하였다. 유교와 같은 동아시아의 사상 역시 도덕을 인간의 본성으로 보아 금수(禽獸)에 대한 인간의 우선권을 당연히 여겼다.
동서를 막론하고 동물을 사용한 투견, 투우, 투계와 같은 피를 보는 스포츠가 널리 행하여졌다.
최초의 근대적인 동물학대 방지 법은 1822년 영국 하원에서 재정된 마틴 법을 들 수 있다. 이 법에서는 말이나 소에 대한 학대를 금지하였다.
윤리학자 피터 싱어는 1975년 발표한 《동물 해방》에서 즐거움과 고통을 느낄 수 있고 의식이 있는 존재인 동물을 인간이 마음대로 사용하고 학대하는 것은 성차별이나 인종 차별과 같은 종차별주의라고 주장하였다. 피터 싱어는 동물의 권리를 주장하는 일이 '동물 애호'와는 무관하다는 점을 짚었다. 권리의 문제는 호불호의 영역이 아닌 당위의 영역이라는 것을 주장하였다.

### 고대 세계의 동물의 도덕적 지위

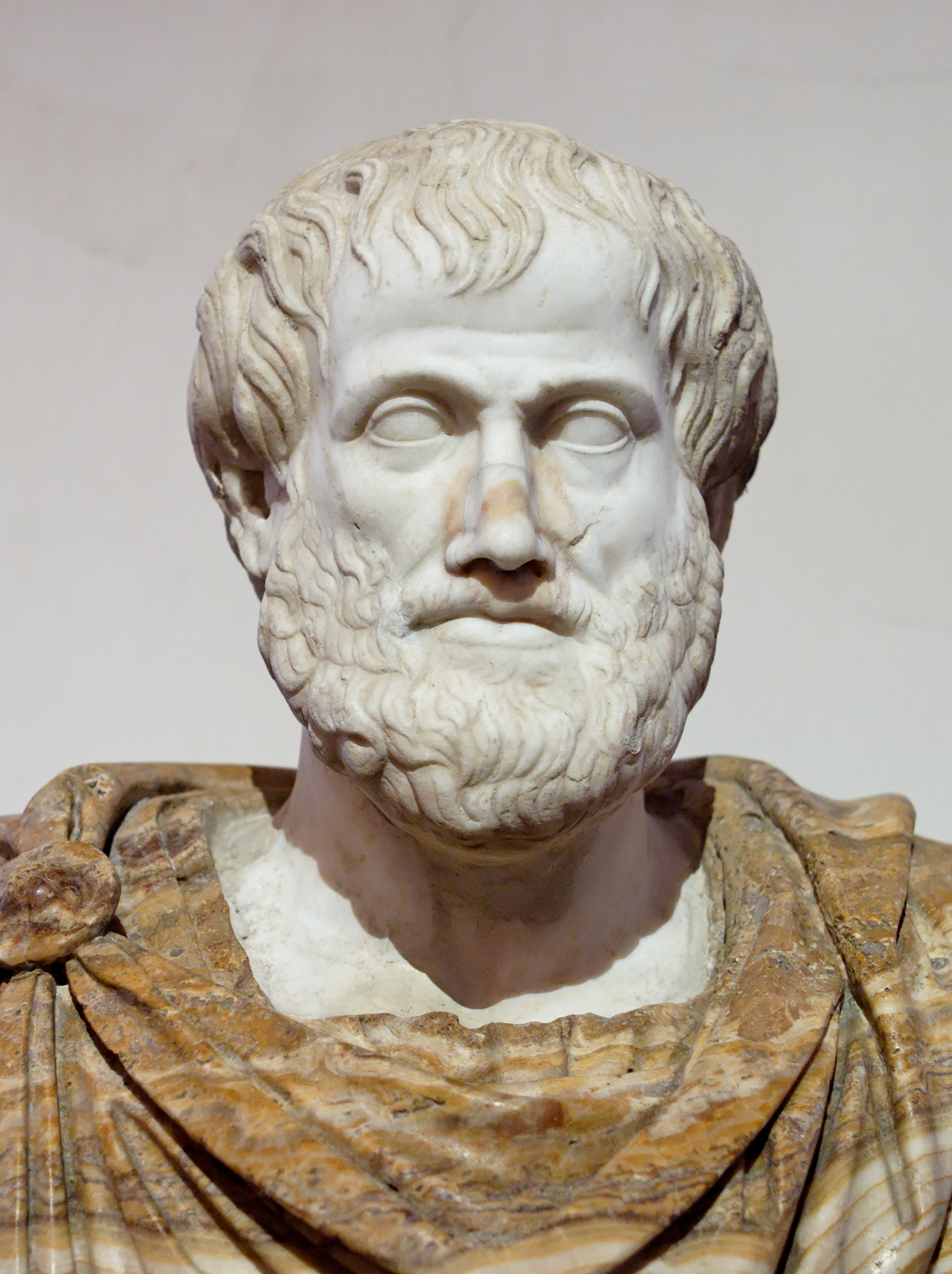
아리스토텔레스

아리스토텔레스는 동물은 이성을 결여하였다고 주장하였고, 인간을 자연계의 가장 상위에 올려놓았으나, 고대 그리스에서 동물은 매우 존중받았다. 돌고래와 같은 동물은 신성한 것으로 생각되었다. 동물에 대한 21세기 논쟁은 고대 세계와 신성한 위계에 대한 개념으로 거슬러 올라간다. 창세기 1장 26절에서 아담은 바다의 물고기, 하늘의 새, 가축, 모든 땅, 땅 위를 기어다니는 것에 대한 지배를 부여받았다. 지배는 재산권을 수반할 필요는 없으나 소유권을 나타내기 위해 수세기 동안 제한을 받았다.
현대 철학자 버나드 롤린은 ‘지배’는 부모가 아이를 돌보는 것 정도의 훈육을 넘어 학대를 수반하거나 허용하는 것은 아니라고 하였다. 롤린은 나아가 십계명에서 공표된 안식일은 동물도 인간과 함께 하루의 휴식을 줄 것을 요구하였다. 또한 성경은 황소와 나귀가 함께 쟁기를 끄는 것을 금지한다. 랍비 전통에 따르면 이러한 금지는 훨씬 힘이 센 수소와 함께 있으면서 나귀가 겪게 될 고초에서 유래하였다. 황소가 곡식의 밟아 알갱이를 낼 때 입마개를 씌우는 것에 대한 금지(신명기 25:4–5)나 심지어 도시를 포위할 때 나무를 파괴하는 것을 금지하는 환경과 관련된 금지도 발견되었다. (신명기 20:19–20) 이러한 고대의 규제는 동물의 상황에 대한 인식을 나타낸다.
철학자이자 수학자인 피타고라스는 인간과 비인간의 영혼은 인간에서 동물이나 다른 것으로 윤회한다고 믿었기 때문에 동물에 대한 존중을 주장하였다. 이에 대하여 철학자 플라톤의 학생이었던 아리스토텔레스는 인간이 아닌 동물은 호기심이 없기 때문에 존재의 대사슬(great chain in being)에서 인간의 아래에 위치시켰다. 또한 아리스토텔레스는 동물 분류학을 창시하였으며, 인간과 다른 종의 몇 가지 비슷한 점을 발견하였으나 동물은 이성(로고스), 추론(로기스모스), 지성(디아노이아, 누스)와 믿음(독사)를 결여하였다고 주장하였다.

### 17세기: 기계로서의 동물

#### 르네 데카르트

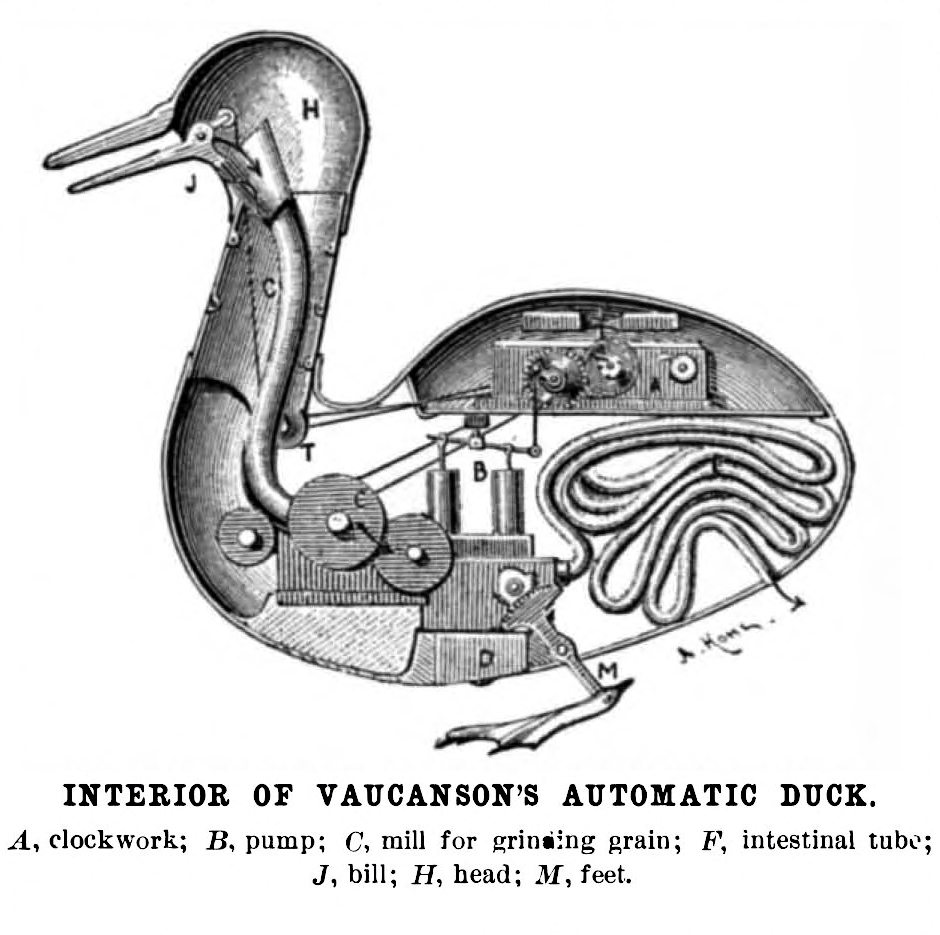
데카르트는 인간이 아닌 동물은 환원적으로 자동기계로서 설명될 수 있다고 주장하였다. — De homines 1662.

르네 데카르트는 17세기에 동물에 대한 태도에 영향을 주었으며, ⟪성찰⟫에서 그의 동물에 대한 견해를 설명하였다. 과학 혁명 시대 동안 저술을 하면서 우주에 대한 기계론을 소개하였으며, 이 이론의 목적은 세계가 주관적 경험의 언급 없이 설계될 수 있다는 것을 보여주는 것이다.
데카르트의 기계론적 접근은 동물의 인식에 대한 문제로 확대되었다. 데카르트에게 정신은 인간을 신의 정신에 이어주는 물리적 세계로부터 분리된 것이었다. 비인간은 데카르트에게 영혼과 정신, 이성이 없는 복잡한 기계일 뿐이었다.

### 인간의 자기 자신에 대한 의무로서 동물에 대한 대우

#### 존 로크
데카르트와 달리 영국의 철학자 존 로크는 《미래를 위한 자녀교육》(Some Thoughts Concerning Education)에서 동물은 느낌을 가지고 있으며 불필요한 잔인함은 윤리적으로 잘못되었다고 주장하였으나, 다치지 않을 권리 또한 동물의 주인이나 잔혹함으로 인하여 상해를 입은 인간에게 부과되었다. 로크는 아이들이 동물을 괴롭히는 것을 금지하는 것에 대한 중요성을 논하면서 "짐승을 괴롭히고 죽이는 관습은 인간에 대한 마음 또한 비정하게 만들 수 있기 때문이다"라고 적었다.

#### 이마누엘 칸트
독일의 철학자 이마누엘 칸트는 인간이 비인간에 대한 직접적인 의무가 있다는 생각을 부정하였다. 칸트에게 동물에 대한 잔혹함은 오로지 인간에게 나쁘기 때문에 잘못된 것이었다. 1785년에 칸트는 "동물에 대한 잔혹함은 인간의 그 자신에 대한 의무와는 반대쪽에 있다. 그것은 고통에 대한 공감을 약하게 하므로, 다른 인간과 관련하여 윤리학에 매우 유용한 자연적 경항이 약화되기 때문이다"라고 주장하였다.

### 20세기: 동물권 운동

#### 《동물 해방》의 출판
1970년 채식주의자인 동료 학우 리처드 케션(Richard Keshen)과 점심을 먹으며 오스트레일리아 출신 철학자 피터 싱어는 동물을 먹음으로써 다른 종에 대한 억압에 참여하고 있다고 생각하게 되었다. 케션은 싱어에게 더 고들로비치스(The Godlovitches)를 소개시켜 주었고 1973년 싱어는 《더 뉴욕 리뷰 오브 북스》에서 그들의 책을 평론하였다. 싱어는 리뷰에서 "동물 해방"이라는 용어를 사용하였다. 싱어의 평론에 힘입어, 《더 뉴욕 리뷰 오브 북스》는 동물 해방에 대한 책을 저술해 줄 것을 요청하였고, 1975년 동물권 운동의 규범적 텍스트인 《동물 해방》이 출판되었다. 싱어는 "최대 다수의 최대 행복"으로 이어지는 행동이 옳다는 공리주의의 원칙에 기반하여 그의 주장을 폈다. 인간의 기본적인 이익, 예를 들면 고통받지 않는 것에 대한 이익의 파괴가 비인간의 기본적 이익의 파괴와 다르다고 가정할 근거가 없다는 입장을 주장하였다.

#### 동물해방전선의 형성
1971년 법학도인 로니 리는 헌트 새버터스 어소시에이션(Hunt Saboteurs Association)의 지부를 결성하고, 19세기 RSPCA 학생 그룹의 명칭을 따서 밴드 오브 머시(Band of Mercy)라고 명명하였다. 이 단체는 타이어에 구멍을 내거나 창을 깨뜨려 사냥꾼들의 자동차를 공격하였고, 이러한 행위를 "행동하는 연민(active compassion)"이라고 불렀다. 1973년 "인간의 손에서 저질러지는 모든 형태의 잔혹함과 학대로부터의 동물 해방에 투신하는 비폭력적 게릴라 단체"로서의 책임을 주장하며, 회흐스트 제약(Hoechst Pharmaceuticals) 연구소에 불을 질러 첫 번째 방화를 일으켰다.
리와 활동가들은 1974년에 징역 3년을 선고받았고 12개월 후에 가석방되었다. 1976년 리는 남아 있는 밴드 오브 머시 활동가와 새로운 참가자를 모아 리더가 없는 저항 운동을 시작하고, 그들의 활동을 동물 해방 전선(Animal Liberation Front, ALF)으로 명명하였다. ALF 활동가들은 그들 스스로를 동물들을 동장이나 연구소에서 동정적인 수의사나 안전한 피난처로 피신시키는 현대의 지하 철도로 생각한다. 일부 활동가들은 주류에서 공감을 상실한 위협, 방화 등에 참여하기도 한다.

#### 동물권행동 단체 카라[29]
동물이 인간의 일방적인 착취와 이용에서 벗어나 존엄한 생명으로서 그들 본연의 삶을 영위하고, 모든 생명이 균형과 조화 속에 공존하는 세상을 지향하는 비전을 가지고 활동하고 있다.  2002년 4월 아름품 창립, WITHANIMAL.NET 오픈으로 시작하여 지금의 카라로 활동하고 있다.

## 반응
2000년 발표된 해럴드 헤르조그(Harold Herzog)와 로나 도르(Lorna Dorr)의 논문에서는 전체를 대표하기에는 작은 그룹의 사람들을 대상으로 동물권에 대한 반응을 조사하였다. 그러나 성별, 나이, 직업, 종교, 교육 정도 등에 따라 매우 다양한 개인차를 보여 일반화 할 수는 없었다. 다만, 애완 동물을 기른 경험의 유무는 동물권 옹호 여부와 유의미한 상관 관계를 보였다.
여성은 남성에 비해 동물권에 대해 보다 정서적인 친근감을 보인다. 1996년 린다 파이퍼(Linda Pifer)의 연구는 이를 여성주의와 연결하면서 여성의 "양육 또는 공감" 능력을 그 원인으로 꼽았다.

## 장점
- 반복되는 구제역에 따른 가축 살처분에 대해 인간의 이기심에 의한 생명 경시라는 주장이 있다.[34]

- 대한민국의 개고기 식용에 대해서는 수십년째 논란이 계속되고 있으며, 다양한 의견이 존재한다.[35]

- 2007년 3월 미국의 뉴멕시코주는 닭싸움을 법으로 금지하였다. 이로서 미국 내에서 오랜 논란 거리였던 피를 보는 스포츠가 합법인 주는 루이지애나주만 남게 되었다.[36]

- 의약품과 화장품 등의 개발 단계에서 행해지는 동물 실험은 여전히 논쟁 중이지만, 대체 가능한 다른 실험이 도입되는 추세이다.[37]

- 대한민국 제19대 대통령 선거에서 각 후보들은 동물 보호 또는 동물권을 위한 각종 공약을 제시하였다.[38] 홍준표 자유한국당 후보는 “헌법 개정 시 동물에 대한 생명 가치를 인정하고 동물복지권을 명시하겠다.”고 밝혔으며, 심상정 정의당 후보는 “헌법에 동물권을 명시하고 동물을 물건으로 취급하는 민법을 개정하겠다.”고 밝혔다.[39]

## 비판
동물권주의자는 동물권을 부정하고 인권만 인정하는 것은 인간중심주의라 주장하지만 생명의 무차별성을 주장한다면 왜 권리의 대상을 식물이 아닌 동물로 한정하여야 하는가라며 인간의 동물 사용이 필요악이라는 주장이 있다. 또한 음식으로써, 재료로써 써서는 안된다는 주장은 생태계의 법칙 중 하나인 먹이사슬을 근본부터 부정하는 처사이다. 심지어 이를 부정하려고 인간에게는 지성이 있으므로 동물을 배려해야 한다는 주장은 그 자체로 인간을 다른 동물과는 다르다고 특별취급을 하고 있으며 무엇이 동물을 위한 것인지, 동물이 그것을 정말로 싫어하는지를 동물의 입장에서 정확히 안다고 생각하는 것은 그저 인간의 오만에 지나지 않는다는 주장도 있다. 하지만 이것은 단일주의 동물권에 대한 반론이며 계층주의 동물권에서는 문제가 되지 않는다.

R. G. Frey
Frey는 초기 작품인 Interests and Rights(1980년)에서 Animal Liberation(1975년) 속 동물이 아무런 이해관계가 없다는 이유로 비인간적인 동물들의 이해관계가 반드시 포함되어야 한다고 쓴 싱어의 의견에 동의하지 않았다. 프레이는 관심사는 욕망에 의존하며, 그에 상응하는 믿음이 없으면 욕망을 가질 수 없다고 주장했다. 그는 더 나아가 동물이 믿음의 개념을 이해할 수 없기 때문에(즉, 그들은 2차적인 믿음: 믿음에 대한 믿음을 가질 수 없다.) 아무런 믿음이 없다고 주장했는데, 그는 "예를 들어, '고양이가 문이 잠겨 있다고 믿는다.'고 말하는 사람이 있다면, 내가 보는 바와 같이, 그 사람은 잡고 있는 것이다. 그 고양이는 '문이 잠겨 있다.'라는 선언문을 사실이라고 믿고 있다. 그리고 나는 고양이나 인간의 유아들을 포함한 언어가 부족한 다른 생물을 재미있는 선언문장으로 믿을 이유를 전혀 알 수 없다. 그는 동물은 아무런 흥미도 없다고 결론짓는다.

Carl Cohen
철학 교수 Carl Cohen은 권리 소유자들이 자신의 이익과 옳은 것을 구별할 수 있어야 한다고 주장한다. "권리의 소유자들은 그들 자신을 포함한 모든 사람들을 지배하는 의무 규칙을 이해할 수 있는 능력을 가져야 한다. 그러한 규칙을 적용함에 있어서, 그들은 자신에게 이익이 되는 것과 정의로운 것 사이에 있을 수 있는 충돌을 인식해야 한다. 도덕적 판단을 스스로 제한할 수 있는 존재의 공동체 안에서만이 권리의 개념이 올바르게 발동될 수 있다." 코헨은 뇌에 손상을 입은 인간이 도덕적 판단을 할 수 없기 때문에 도덕적 판단을 누가 권리를 부여받는지 결정하는 뚜렷한 특징으로 사용할 수 없다는 싱어의 주장을 거부한다. 코헨은 도덕적 판단을 위한 테스트는 "인간들에게 하나씩 시행되는 테스트가 아니라" 일반적으로 종족 구성원들의 능력에 적용되어야 한다고 쓰고 있다.

#### Richard Posner
"사실들이 평등을 견인할 것이다."
미국 제7회 순회재판소의 리처드 포스너 판사는 피터 싱어와 2001년 동물권 문제를 논의하였다. 포스너는 자신의 도덕적 직관이 "인간은 자신의 것을 선호한다."고 말해준다고 주장한다. 개가 인간의 유아를 위협한다면, 개가 그 유아를 멈추게 하기 위해 더 많은 고통을 주더라도, 우리는 그 유아를 선호한다. 개를 살려준다는 것은 말도 안 되는 일이 될 것이다.
Roger Scruton
영국의 철학자 Roger Scruton은 권리는 의무를 내포한다고 주장한다. 그는 모든 법적 특권, 즉 "당신의 권리가 내 의무일 수도 있다."는 특권을 갖지 않은 사람에게 부담을 지우고 있다. 따라서 스크루톤은 동물권리운동의 출현을 "자유주의적 세계관 내에서 가장 이상한 문화적 변화"로 간주하는데, 권리와 책임에 대한 생각은 인간의 조건에 특유하며, 그것을 우리 종족 이상으로 확산시키는 것은 이치에 맞지 않는다고 주장한다.

## 같이 보기
- 동물당
- 동물법
  - 동물보호법

## 참고 문헌
- 김동훈, 동물법 이야기, 펫러브, 2013. ISBN 978-89-965271-2-1